# 디비아 두타
디비아 두타(힌디어: दिव्या दत्ता, 영어: Divya Dutta, 1977년 9월 25일 ~ )는 인도의 배우, 모델이다.

## 출연 작품
- 음악 선생님 (2019)
- 이라다 (2017)
- 지피 (2013)
- 질라 가지아바드 (2013)
- 스페셜 챠비스 (2013)
- 스탠리의 도시락 (2011)
- 히스 (2010)
- 하트 랜드 (2010)
- 러브 키츠디 (2009)
- 델리 6 (2009)
- 유 미 앤드 어스 (2008)
- 아프네 (2007)
- 아자 나칠레 (2007)
- 라스트 리어왕 (2007)
- 움라오 잔 (2006)
- 비르와 자라 (2004)
- 샥티: 더 파워 (2002)
- 가르왈리 바하르왈리 (1998)